# Abu Bakr Ibn al-Arabi
Ne doit pas être confondu avec Ibn Arabi.
Abu Bakr Ibn al-Arabi (أبو بكر بن العربي) est un jurisconsulte andalou né à Séville (إشبيلية) en 1076 (22 Sha'bân 468) et mort à Fès (1148). Fils de 'Abdu Llâh Ibn Muhammad Al Ma'âfirî, il était juge en Andalousie (grand cadi de Séville), appliquant la jurisprudence malikite et la théologie acharite.

## Biographie
Il naquit sous le règne d'Al Mutamid ibn Abbad.
Il étudia dans un premier temps auprès de son père, l'imam 'Abdu Llâh Ibn Muhammad Al Ma'âfirî, et de son oncle maternel, l'imam Abul Qâsim Al Hawzanî qui étaient des juristes renommés à Al-Andalus et des proches du pouvoir abbadite. Il apprit le Coran, la grammaire, la poésie, les mathématiques, la jurisprudence malikite et les bases de la théologie acharite.
À la suite de la chute des Abbadites et de la prise de pouvoir de la dynastie des Almoravides en 1091, et de la détérioration de la situation familiale du Qâdî Abû Bakr qui s'ensuivit, son père prit la décision de partir et de réaliser son pèlerinage à La Mecque, emmenant son fils avec lui. Il partit donc avec son père en direction du Moyen-Orient afin d'approfondir ses connaissances dans le domaine du Coran, du hadith, de la jurisprudence et ses fondements. Il commença par traverser Al-Andalus (Malaga, Cordoue et Almeria), puis accosta à Bejaïa (Algérie), traversa la Tunisie, l'Égypte, la Palestine, la Syrie et se fixa quelque temps à Bagdad où il rencontra notamment l'imam Abu Hamid Al-Ghazali, auprès de qui il étudia la philosophie, le soufisme et le kalâm.

## Sa croyance
Dans son livre Al-Qabas fî Charh Mouwattâ Mâlik Ibnou Anas Al-Qâdî Aboû Bakr Ibnou l-‘Arabi a dit : « Al-Bâri (Le Créateur)- c’est-à-dire Allâh – ta’âlâ est exempt d’être limité dans une direction ou d’être contenu dans un endroit ».
Dans son commentaire du recueil de hadîth de At-Tirmidhi, le Qâdî Ibn Al-‘Arabi a dit également :  « [Les assimilationnistes] ont dit [mensongèrement] que : Les musulmans qui croient en l’Unicité de Dieu ont été d’accord sur le fait qu’ils lèvent les mains vers le ciel pour les invocations car Moûçâ a dit “ Allâh est aux cieux ‘’ quand il s’est adressé à Pharaon, et Pharaon lui a répondu : Ô Haman, construis-moi une Tour.
Nous [Les musulmans de Ahlou Sounnah] leur répliquons : Vous mentez car Moûçâ n’a jamais dit cela. Comment auriez-vous pu savoir que Moûçâ pouvait dire cela ?! Vous n’êtes que des gens qui suivent Pharaon qui a eu pour croyance que le Créateur est dans une direction et il a voulu ainsi monter sur une échelle selon lui vers Dieu ! Il vous suffit comme rabaissement que vous êtes des gens qui le suivent et qu’il est votre Imâm ».

## Sa position concernant les innovations(bid'ah)
Dans son commentaire du recueil de hadîth de l’imam At-Tirmidhi ‘Âridatou l-Ahwadhi, Al-Qâdî Aboû Bakr Ibnou l-‘Arabi a dit : « La nouveauté (mouhdath) et l’innovation (bid’ah) ne sont pas blâmables pour leur appellation de nouveauté et d’innovation, ni pour leur sens, Allâh ta’âlâ dit : { مَا يَأْتِيـهِـم مِن ذِكْرٍ مِن رَبِّـهِـم مُحْـدَث } [qui est un verset dans lequel le terme « mouhdath » est employé au sujet des termes qui sont cités dans le Qour-ân et que l’on récite], et ‘Oumar [Ibnou l-Khattâb] a dit : « Quelle bonne innovation que celle-là (ni’mati l-bid’ah hâdhihi)» mais ce qui est blâmable parmi ce qui relève de l’innovation, c’est ce qui contredit la tradition prophétique (Sounnah), et ce qui est blâmable parmi les nouveautés, c’est ce qui appelle à l’égarement ».

## Ouvrages
Il a écrit plusieurs livres dont :
- 'Arîdat Ul Ahwâdhî (عريدت الاحواذي).
- Ahkâm Ul Qur°ân (احكام القرأن).
- Al 'Awâsim min Al Qawâsim (العواصم القواصم).
- Al-Mahsoul fi 'ilm al-Ussul[5]